# Jan Martens (choreograaf)
Jan Martens (1984) is een Belgische choreograaf. 

## Biografie
Jan Martens werd geboren in het Oost-Vlaamse Beveren, in 1984. Hij begon pas aan het eind van zijn middelbareschooltijd met dansen, maar speelde  eerder reeds toneel. Hij studeerde eerst aan de Fontys Dansacademie in Tilburg en in 2006 studeerde hij af aan de opleiding Dans van de Artesis Hogeschool in Antwerpen. Als performer werkte Martens onder andere met Koen De Preter, United-C, Mor Shani en Ann Van den Broek. Tijdens zijn opleiding in Tilburg en toen hij als professioneel danser vooral in Nederland aan de slag ging, merkte hij dat de vormelijkheid van de Nederlandse dans hem tegenstond: “Mainstream Nederlandse dans gaat vaak over het etaleren van wat het lichaam kan. Ik kan daar niets mee als toeschouwer. Er is zo weinig inhoud”, verklaarde hij tijdens een interview. Daarom begon hij in 2010 als choreograaf te werken, om zijn eigen voorstellingen te maken. Zijn werk wordt gevoed door de overtuiging dat elk lichaam kan communiceren en dat elk lichaam iets te vertellen heeft. Hij creëert niet zozeer een eigen bewegingstaal, maar vormt en hergebruikt bestaande idiomen in een andere samenhang zodat nieuwe ideeën tevoorschijn komen.
Zijn eerste voorstelling was I Can Ride a Horse Whilst Juggling So Marry Me. Dit portret van een generatie jonge vrouwen in een samenleving die wordt gedomineerd door sociale netwerken hield het midden tussen dans en theater. Daarna maakte hij twee "liefdesduetten" voor Theater Frascati Amsterdam. A Small Guide on How to Treat Your Lifetime Companion (2011) werd geselecteerd voor het internationale dansfestival Aerowaves 2012. Sweat Baby Sweat (ook van 2011) werd geselecteerd voor de Nederlandse Dansdagen 2012 en Circuit X 2013. 
Daarna creëerde hij drie producties over onconventionele schoonheid. In 2012 maakte hij Bis (2012), met de 62-jarige Truus Bronkhorst. La Bête volgde in 2013, met de actrice Joke Emmers, en in datzelfde jaar maakte hij ook Victor, een duet voor een jongen en een volwassen man, samen met regisseur Peter Seynaeve.
In het seizoen 2013/2014 was Jan Martens gastkunstenaar bij ICK Amsterdam. Daar creëerde hij zijn voorstelling The dog days are over, waarin hij repetitieve minimal dance koppelde aan musicaldans, met als uitgangspunt de sprong. De dansers maakten sprongen in complexe patronen en maatwisselingen, met alleen hun eigen ademhaling als begeleiding. De voorstelling werd geselecteerd voor Het TheaterFestival Vlaanderen.
In 2014 volgde ook de solo Ode to the Attempt, "een zelfportret in collagevorm". Datzelfde jaar stichtte Martens samen met zakelijk leidster Klaartje Oerlemans het choreografisch platform GRIP, gevestigd in Antwerpen en Rotterdam. Deze organisatie produceert het werk van Martens en ondersteunt artiesten zoals Bára Sigfúsdóttir, Cherish Menzo, Steven Michel en Michele Rizzo.
The Common People (2016) was tegelijk een voorstelling, sociaal experiment en workshop. Martens werkte hiervoor samen met filmregisseur Lukas Dhont. Volgens Martens creëren smartphones en sociale netwerksites een groeiend gevoel van isolement en eenzaamheid. De digitale identiteit wordt steeds prominenter, maar gaat ten koste van reële ervaringen. Vierentwintig duo’s ontmoetten in deze voorstelling elkaar op scène. Het publiek was getuige van hun kennismaking en zoektocht naar contact en/of intimiteit.
Sinds 2017 is Martens ‘Creative Associate’ van deSingel in Antwerpen en ‘Artiste Associé’ bij het Centre de développement chorégraphique national Le Gymnase in Roubaix. Zijn eerste co-productie met deSingel was Rule of Three (2017). Hiervoor werkte hij samen met drummer en elektronicamuzikant Michael Kuhn, ook gekend als NAH. Deze voorstelling werd genomineerd voor een Zwaan binnen de categorie ‘meest indrukwekkende dansproductie 2018'. De Morgen schreef: "(Martens) fileert ons angstvallige streven om 'iemand' te zijn, en voert een subtiel pleidooi voor authenticiteit." Zelf verklaarde Martens: "Rule of Three is echt een ongetemd ding, hoe super-clean de losse stukjes ook zijn. Ik heb me afgevraagd, gaan we dit echt doen? Verstoppertje spelen met het publiek. Ik heb dingen gedaan die ik niet mooi vond, maar die nodig zijn. Normaliter worden toeschouwers zich tijdens mijn voorstellingen bewust van de manipulaties die ik doe, door de transparantie, door het tonen van de vele stappen. In deze voorstelling is daar geen enkele ruimte voor."
In 2019 maakte hij de voorstelling lostmovements met choreograaf Marc Vanrunxt, die hij had leren kennen toen die les gaf aan de dansafdeling van het Conservatorium Antwerpen. Martens miste het "om zelf te dansen en wilde weer dienstbaar worden aan de ideeën van een andere maker". In een interview met Gilles Michiels verklaarde hij: "(Het is) een dynamische, dansante voorstelling, waarin ik spring, draai, de ruimte inneem. Helemaal anders dus dan in mijn eigen werk als choreograaf, waarin ik eerder staccato en afgemeten beweeg." Daarnaast gaat de voorstelling "over de dansgeschiedenis. In het begin zetten we de ‘vergeten bewegingen’ van een hele groep choreografen in de spotlights."
Met Passing the Bechdel Test (2019) wilde hij samen met 13 jongeren een stand van zaken opmaken met betrekking tot genderdiversiteit en gendergelijkheid. Hij liet hen in elkaars huid kruipen en in die van vrouwelijke auteurs en persoonlijkheden zoals Virginia Woolf, Jeanette Winterson, Susan Sontag, Rebecca Solnit en Solange. Dit was een co-productie van GRIP en fABULEUS.
De première van any attempt will end in crushed bodies and shattered bones was gepland voor 24 april 2020, maar werd uitgesteld vanwege de coronacrisis. Dit is een choreografie voor zeventien dansers tussen 15 en 68 jaar. De voorstelling werd wel vertoond op Podium 19, de televisiezender waarop tijdens de lockdown producties te zien zijn van Vlaamse en Brusselse cultuurhuizen.
Elisabeth Gets Her Way, een door Martens gedanste solo, is een portret van de Poolse muzikante Elisabeth Chojnacka (1939 - 2017), die midden 20e eeuw medeverantwoordelijk was voor de revival van klavecimbelmuziek. Dit stuk zou op 27 mei 2021 in première gaan, maar ook deze voorstelling werd opgeschort vanwege de coronamaatregelen.

## Werken
- 2025 - The Dog Days Are Over 2.0[22]
- 2025 - Cancel Bertha[23]
- 2024 - Graciela Quintet[24]
- 2024 - On Speed[25]
- 2024 - Voice Noise[26]
- 2022 - Futur Proche[27]
- 2021 - Elisabeth Gets Her Way[28]
- 2020 - any attempt will end in crushed bodies and shattered bones[29]

- 2020 - Period Piece[30]
- 2019 - Passing the Bechdel Test[31][32]
- 2019 - lostmovements[33][34]
- 2017 - Rule of Three[35]
- 2017 - Man Made[36]
- 2016 - The Common People[37]
- 2014 - Ode to the Attempt[38][39]
- 2014 - The dog days are over[40]
- 2013 - She was a visitor[41]
- 2013 - Victor[42]
- 2013 - La Bête[43]
- 2012 - Pretty Perfect[44]
- 2012 - Bis[45]
- 2011 - Sweat baby sweat[46]
- 2011 - A small guide on how to treat your lifetime companion [47]
- 2010 - I can ride a horse whilst juggling so marry me [48]

## Onderscheidingen
- Prins Bernhard Cultuurfonds prijs Noord-Brabant (2014)
- Charlotte Köhlerprijs (2015)[49]
- Ridder in de Franse orde van de Kunsten en de Letteren (2025)[50]